# گروه سیتیک گوان
گروه سیتیک گوان (انگلیسی: CITIC Guoan Group) شرکت خوشه‌ای دولتی چینی است، که در سال ۱۹۸۷ توسط گروه سیتیک تأسیس شد.